# マイケル・ボノ
マイケル・ボノ（Micheal Bono）は、アメリカにおける電気脱毛の第一人者。

## 人物
アメリカの政府機関であるFDA（Food and Drug Administration、アメリカ食品医薬品局）がその安全性と効果性から唯一認めている永久脱毛法は電気脱毛である。
カリフォルニア州が公認する電気脱毛士の資格を1974年に取得、1975年より同州サンタバーバラにて開業。
マイケル・ボノの脱毛施術を受けるため、顧客はアメリカのみならずイギリスをはじめ、ヨーロッパ、オーストラリア等、世界各国からサロンを訪れている。
カリフォルニア大学で教育学を学んだマイケル・ボノは、電気脱毛士の育成にも力を入れており、電気脱毛専門家として多数の国で多くの電気脱毛士の教育を行っている。

## 略歴
- 1967年 - カリフォルニア大学 サンタバーバラ校（政治学史）卒業
- 1969年 - カリフォルニア大学 サンタバーバラ校　カリフォルニア州教師免許取得
- 1974年 - Wilshire School of Electrology（教師：A.R.ヒンケル）カリフォルニア州電気脱毛士資格取得
- 1976年 - Wilshire School of Electrology 卒業
- 1976年 - サンタバーバラにて電気脱毛士、エステティシャンとして開業
- 1979年 - カリフォルニア州電気脱毛士インストラクター免許取得
- 1980年 - Noordhollandse Academie（オランダ）美容電気機器科卒業
- 1980年 - California College of Electrology　電気脱毛インストラクターとして活動（ -1982年）
- 1982年 -  Blend Educational Network 講師
- 1982年 - アメリカ、カナダ、ペルー、日本、ベルギー、オランダ、ドイツ、イギリス、オーストラリア等、世界各国で講演活動
- 2000年 - AEA（一般社団法人 日本エステティック業協会）、JSA（一般財団法人日本規格協会）への数多くの講演活動

## 機器デザイン
1. Clare社のClareblend機器の開発
2. ヒンケル機器 (UC-1) 用キャビネットのデザイン
3. オランダ製機器“Multiblend”デザイン援助
4. 毛細管拡張症用の機器“Telangitron”の開発（2001年）

## 出版物
- 1991年 - 著書「Telangiectasia：remove vascular blemishes sing blend」（英語版、ドイツ語版）
- 1995年 - 著書「Real World of Electrology：The Blend Method」（英語版、日本語版）
- 2001年 - 著書「Guide to the Blend」（英語版、ドイツ語版、オランダ語版、スペイン語版、ギリシャ語版）
- 2001年 - DVD「Telangitron」（英語版）
- 2005年 - 著書「Treatment Strategy for Electrolysis」（英語版）